# Ng Yong Li
Pour les articles homonymes, voir Ng.
Yong Li Ng ou Ng Yong Li (né le 6 octobre 1985 à Manille aux Philippines) est un coureur cycliste malaisien.

## Biographie
Il commence sa carrière avec l'équipe Proton T-Bike en 2005, où il reste une saison. Deux ans plus tard, il rejoint l'équipe portugaise Vitória-ASC-RTL. En  2008, il signe un contrat d'un an avec l'équipe continentale japonaise Meitan Hompo-GDR.
En 2009, il rejoint l'équipe malaisienne LeTua.
En 2010, il termine sixième du championnat d'Asie du contre-la-montre.
En novembre 2013, l'équipe continentale paraguayenne Start-Trigon annonce ses deux premiers renforts pour la prochaine saison, Ng Yong Li accompagné du Colombien Víctor Niño.

## Palmarès
- 2006
  - 3e de l'Andra Mari Sari Nagusia
- 2009
  - 1re étape du Tour de Terengganu
  - 2e du Trophée Tengku Mahkota Pahang
- 2013
  - 2e étape du Satu Grand Prix

## Classements mondiaux
| Année         | 2006 | 2007 | 2008 | 2009 | 2010 | 2011 |
| ------------- | ---- | ---- | ---- | ---- | ---- | ---- |
| UCI Asia Tour | 243e |      |      |      | 264e | 280e |